# 山本幸三
山本幸三（1948年8月8日—），日本政治家、大藏官僚，出身於福岡縣北九州市門司區，為自民黨的眾議院議員議員（7次當選）。在自民黨內屬於岸田派（宏池會）。
岳父是曾擔任大藏大臣、眾議院議員的村山達雄。叔父是曾擔任門司市市長、參議院議員的柳田桃太郎。
畢業東京大學經濟學部後、加入大藏省（大臣官房文書課）。1986年7月，大藏省大臣官房企劃官。1987年6月，宮澤喜一大藏大臣秘書官。 1990年，眾議院議員總選舉初次當選。2006年9月，就任安倍內閣 經濟產業副大臣。2009年10月，自民黨政務調查會副會長（財務金融擔當）。2016年8月3日，就任第三次安倍第二次改造內閣 內閣府特命擔當大臣（地方創生，規制改革）。

## 外部連結
- 官方網站 （页面存档备份，存于）
- 官方博客 （页面存档备份，存于）

| 議會席位           | 議會席位                                     | 議會席位                 |
| ------------------ | -------------------------------------------- | ------------------------ |
| 前任： 鳩山邦夫    | 眾議院地方創生相關特別委員長 2016年—         | 繼任： 現職              |
| 前任： 吉川貴盛    | 眾議院消費者問題相關特別委員長 2013年—2014年 | 繼任： 鴨下一郎          |
| 前任： 下村博文    | 眾議院法務委員長 2008年—2009年               | 繼任： 瀧實              |
| 官衔               |                                              |                          |
| 前任： 西野陽 松光 | 經濟產業副大臣 2006年—2007年                 | 繼任： 新藤義孝 中野正志 |